# Pave Clemens 8.
Pave Clemens 8. (24. februar 1536 – 3. marts 1605) var pave fra 1592, hvor han blev valgt, frem til sin død i 1605.
1. ↑  Navnet er anført på engelsk og stammer fra Wikidata hvor navnet endnu ikke findes på dansk.